# Азерская, Елизавета Григорьевна
Елизаве́та Григо́рьевна Азе́рская (урождённая Платоновская; 28 февраля (11 марта) 1868, Полтава — 13 марта 1946, Москва) — российская оперная и камерная певица (меццо-сопрано). Жена оперного певца Степана Трезвинского.

## Биография
Окончила Киевское музыкальное училище (1891) у Николая Нолле и Камилло Эверарди, занималась также у Ксении Прохоровой-Маурелли. В 1892—1894 гг. совершенствовалась в Милане и Париже. Дебютировала в Киеве в 1891 году в антрепризе И. Сетова в «Орлеанской деве» Чайковского. Выступала в различных городах России. В 1897—1918 гг. — солистка московского Большого театра.
Азерская была первой исполнительницей партии Тизбы во второй редакции оперы Цезаря Кюи «Анджело» (1901) и партии Лауры в переоркестрованной Римским-Корсаковым опере Даргомыжского «Каменный гость» (1906). Среди других заметных партий Азерской — прежде всего, оперы Римского-Корсакова: Отрок в «Сказании о невидимом граде Китеже и деве Февронии», Насонова в «Боярыне Вере Шелоге», Любава в «Садко», Весна-красна в «Снегурочке», Ганна в «Майской ночи», Любаша в «Царской невесте». Азерская пела также Кончаковну в «Князе Игоре», Эпихарису в «Нероне» Антона Рубинштейна, Лолу в «Сельской чести», Шарлотту в «Вертере», Рогнеду в одноимённой опере Александра Серова и Груню в его же «Вражьей силе», Ольгу в «Евгении Онегине», Марину в «Добрыне Никитиче» Александра Гречанинова и т. д.
Выступала также как камерная исполнительница, в том числе в концертах Кружка любителей русской музыки (Москва). С 1918 года занималась преподавательской деятельностью.
Урна с прахом захоронена в колумбарии Новодевичьего кладбища.